# 幸大ハイテック
株式会社幸大ハイテック（こうだいハイテック）は埼玉県羽生市に本社を置く電子機器メーカーである。大陽工業株式会社から1977年に分社化した。大陽工業を中心とした分社グループの1社である。埼玉県羽生市の大沼工業団地に工場を構える。日本電気の関連が深く、かつてPC-9800シリーズを製造していたこともある。

## 本社工場所在地
- 埼玉県羽生市 第一工場、第二工場

## 関係会社
- 富士精密株式会社
- 株式会社トライターム
- 株式会社ウィーゴ
- ソリッドムール株式会社
- 株式会社サテリット
- インテグラン株式会社
- 株式会社つるかめ総合ケア
- 丸忠デジタル株式会社
- 株式会社幸大ハイテック
- 良友建設株式会社
- 株式会社ダイチューテクノロジーズ
- 株式会社富士コスモサイエンス
- 日本フライトセーフティ株式会社
- 大陽工業株式会社
- サンマレット株式会社
- セブンヒルズ株式会社
- 大金電子工業株式会社
- 株式会社分社経営研究所
- 株式会社ニューシステムズテクノロジー
- 株式会社大昌電子